# Cody Martin
Cody Martin (Cole Sprouse thủ vai) là nhân vật chính trong sê-ri phim "The Suite Life of Zack and Cody" do Danny Kallis và Jim Geoghan tạo ra và đồng thời cũng là nhân vật chính trong sê-ri "The Suite Life on Deck". Cody cũng xuất hiện trong một vài tập đan xen trong các sê-ri khác của Disney Channel, như "That's So Raven", "Wizards of Waverly Place", "Hannah Montana", "I'm in the Band", "So Random!" và đặc biệt là trong "Studio DC: Almost Live".

## Ý tưởng và tạo hình
Dylan Sprouse đã nói rằng ý tưởng về cặp song sinh sống trong một khách sạn là điều mà Dylan và em trai của mình đã nghĩ ra khi họ đang tham gia bộ phim "Big Daddy" và phải ở khách sạn trong 4 tháng. Cole Sprouse đã nói về nhân vật Zack và Cody rằng, "Đây là hai nhân vật dựa trên tính cách thật của họ. Do đó, lúc đầu, hai nhân vật có tên là Dylan và Cole".

## Thông tin nhân vật
Cody sinh ra ở bệnh viện St. Joseph's ở Seattle, Washington lúc 6:40 ngày thứ bảy, còn năm sinh thì không rõ ràng. Trong "The Suite Life on Deck" tập "Das Boots", năm sinh của Cody và Zack là 1993. Tuy nhiên, trong "The Suite Life of Zack and Cody" tập "Poor Little Rich Girl", băng video lúc mới sinh của hai anh em ghi là ngày 23, tháng chín, 1992. Cody thì uyên bác, chín chắn và thông minh hơn anh trai song sinh Zack. Cody cũng rất nhạy cảm, hay quan tâm và đối tốt với mọi người hơn anh trai, nhưng cậu không hoàn hảo. Thỉnh thoảng, Cody cũng hay bần tiện và tham lam. Cậu cũng thường xuyên đạt điểm tốt ở trường, và theo Zack thì Cody có điểm trung bình là 5.0 (theo thang điểm của Mỹ). Cody cũng được ví như con mọt sách, mặc dù cậu nói rằng cậu có "năng khiếu về giáo dục". London Tipton, con gái của chủ khách sạn Tipton, nơi mà Zack và Cody đang ở, đã lợi dụng Cody trong một vài trường hợp để hoàn thành việc học của mình. Cody không thích con gái cho lắm như anh trai Zack của mình, và cũng không hẹn hò nhiều. Cody luôn bị ám ảnh, sợ hãi bởi những con vi trùng. Trong tập "Big Hair & Baseball", người xem biết được Cody bị loạn thị. Cody đã chứng mình rằng mình có gốc gác Thụy Điển ở tập "The Swede Life" trong sê-ri "The Suite Life on Deck", khi nói rằng tổ tiên của Zack và Cody đến từ Thụy Điển. Cody cũng dự định thi vào trường Đại học Harvard; tuy nhiên, Cody lại có một cuộc đối đầu hết sức tồi tệ với chủ nhiệm khoa Đại học Harvard, khi cậu nói dối để Zack hẹn hò với con gái chủ nhiệm khoa. Sau đó, Cody đã quyết định thi vào trường Đại học Yale. Cody đã từng nói rằng mơ ước lớn nhất của đời cậu là đoạt giải Nobel.

## Xuất hiện

### The Suite Life of Zack & Cody
Sau khi đi du lịch vòng quanh đất nước, cặp song sinh và mẹ Carey đã đến Boston, nơi sẽ trở thành nhà mới của họ cho đến khi Zack và Cody lên tàu trong sê-ri "The Suite Life on Deck". Cody và Zack trở thành bạn với Maddie Fitzpatrick, và Cody đã giữ một bức hình của Maddie trong phòng của cậu khi Cody lên tàu SS "Tipton". Cody cũng cho thấy niềm đam mê nấu ăn, dọn dẹp, kịch câm, khiêu vũ và sưu tập tem. Cody cũng được biết đến là một học sinh chăm học ở trường và thích tham gia vào các hoạt động liên quan đến vận dụng trí óc.
Giống như Zack, Cody thừa hưởng tài năng âm nhạc từ cha và mẹ. Cody thừa kế tài năng ca hát của mẹ trong tập "Lip-Syncing in the Rain" và "Sleepover Suite", và có khả năng diễn kịch. Đối lập với Zack, Cody ở gần mẹ hơn và rất nghe lời mẹ.
Ở phần một, Cody là một đứa chuyên gây rắc rối giống Zack. Theo diễn biến của sê-ri, nhân vật Cody phát triển chín chắn hơn và chỉ gây rắc rối một cách vô ý hoặc thường hơn là bị Zack lôi kéo. Thêm vào đó, Cody thường là nạn nhân của những trò tinh nghịch (nhiều lúc còn bị thương), ví dụ như bị đẩy vào phân ngựa, bị giẫm đạp, và bị đóng băng.
Trong suốt phần 3, Cody làm việc bán thời gian như một nhân viên đóng gói ở siêu thị Paul Reverse suốt mùa hè. Việc làm này đã được diễn và làm chủ đề cho một số tập như "Summer of Our Discontent", "Who's the Boss?" và "Baggage". Cody cũng từng làm nhà sản xuất trang web "Yay Me! Starring London Tipton" của London Tipton, mặc dù Cody đã nghỉ việc và xin làm lại dựa trên mối quan hệ với London.

### The Suite Life on Deck
Trong sê-ri "The Suite Life on Deck", Cody vẫn giữ nguyên tính cách như sê-ri cũ. Trong sê-ri, cặp song sinh ít khi ở gần nhau như lúc đầu. Cody ở chung phòng với Woody Fink, một học sinh bừa bộn và béo phì. Khi ở trường trên tàu SS "Tipton", Cody đã trở thành người phân phát khăn trên tàu để kiếm tiền sau khi Zack đã xài hết số tiền dự trữ trong thẻ cho những thứ không cần thiết, nhất là thức ăn và quà tặng cho những cô gái mà Zack thích.
Cody đã trở thành đối thủ cạnh tranh của Bailey Pickett ở trường. Cody cũng đã nảy sinh tình cảm với Bailey sau khi biết rằng Bailey, người đã cải trang thành con trai vì trường Seven Seas đã hết phòng cho nữ sinh, là con gái trong tập tiếp theo.
Cody đã cố gắng "cua" Bailey nhiều lần trong suốt phần một, hầu hết là ở tập "International Dateline" khi cậu đã lên kế hoạch bảy tỏ với Bailey ở buổi khiêu vũ của trường nhưng lại bị phá hoại bởi Zack, London, Woody, Bà Pepperman (một phụ nữ đang đi tìm lớp karate nâng cao) và điều này cứ lặp lại nhiều lần khi con tàu đi qua Đường chuyển ngày quốc tể International Dateline. Bên cạnh đó, trong tập "It's All Greek to Me", kể cả khi đề ra kế hoạch 6 tháng để giành lấy trái tim Bailey, cô bé vẫn không chú ý đến điều đó. Ở tập cuối của phần 1, "Double-Crossed" (một phần của tập "Wizards on Deck with Hannah Montana", sau khi Hannah Montana đưa cho Cody tấm vé đại nhạc hội ở Hawaii, Bailey đã hôn cậu, bắt đầu cho mối quan hệ tốt đẹp.
Trong tập "Lost at Sea", ở phần 2, Cody đã quyết định nhường quyền lãnh đạo cho Bailey khi cả nhóm đang chèo trên một chiếc thuyền cứu hộ, điều khiến cho Bailey tức giận và đối xử tệ với Cody. Sau lời khuyên của Zack, Cody đã giảng hòa với Bailey và trở thành người hùng khi tìm đường thoát khỏi hòn đảo. Cũng trong phần 2, Cody trở thành bạn với bạn cùng phòng của Zack là Marcus Little, một cựu ca sĩ nổi tiếng. Ở tập cuối của phần 2, "Breakup in Paris", Cody và Bailey đã có một cuộc tranh cãi lớn dẫn đến quyết định đồng ý chia tay của cả hai. Tuy vậy, Cody vẫn còn tình cảm với Bailey. Trong tập "A London Carol", người xem thấy được trong tương lai, Cody và Bailey sẽ lấy nhau, mặc dù lúc đó cả hai đang chia tay.
Ở phần 3, Zack bắt đầu hẹn hò với Maya Bennett, và Cody cũng có mối quan hệ bạn bè với Maya. Trong tập "Computer Date", Arwin đã phát minh ra một siêu máy tính tên là Callie có thể tác động vào cảm xúc của Cody. Tuy nhiên, khi Callie gây nguy hiểm cho bạn bè của Cody, cậu ra lệnh phải tắt máy. Trong tập "The Play's The Thing", Cody đã viết một vở kịch dựa trên quan điểm của cậu trong mối quan hệ với Bailey, tuy nhiên, Bailey đã từ chối tham gia. Trong vở kịch, sau khi giết chết Haley, Bailey đã không ngừng khóc. Cody thừa nhận rằng vở kịch dựa trên sự chia tay của cậu, và Zack thuyết phục em trai giảng hòa với Bailey, nhưng khi Cody đang cố gắng giãi bày thì Bailey đã đóng sầm cửa lại. Trong tập "Twister" ở 3 phần, Bailey nhận ra rằng cô bé vẫn còn yêu Cody, và họ bắt đầu lại từ đầu.
Trong tập cuối "Graduation Deck", Cody đã bị Đại học Yale từ chối. Cậu rất buồn và đã từ chối làm đại biểu học sinh đọc diễn văn từ biệt trong lễ tốt nghiệp, đồng thời nhường việc đó lại cho Bailey, mặc dù, cuối cùng, Cody cũng đã xuất hiện trong buổi lễ và đọc diễn văn tốt nghiệp. Gần tập cuối, Cody và Bailey đã hôn nhau và nói lời tạm biệt, và Cody hứa sẽ đến thăm Bailey ở Yale cũng như nói chuyện với người đã từ chối cậu.

### The Suite Life Movie
Cody và Bailey đã lên kế hoạch để nghỉ xuân cùng nhau, nhưng Cody đã quyết định làm giáo sinh cho bác sĩ Spaulding bởi vì buổi thực tập sẽ giúp Cody có cơ hội kiếm được học bổng ở Yale. Cody đã viết một lá thư dài không tưởng gửi cho Bailey để giải thích tại sao cậu chọn buổi thực tập, nhưng cậu đã cãi nhau với Zack và lá thư bị đánh mất. Bởi vì không được giải thích thỏa đáng tình hình, Bailey đã giận cậu.
Cody đến phòng thí nghiệm sinh vật biển nơi cậu thực tập, nhưng bởi vì Zack tức giận sau cuộc cãi vả nên cậu đã phá hết vật dụng trong phòng thí nghiệm, nên cuối cùng, buổi thực tập của Cody chấm dứt. Việc này khiến cho Cody điên tiết với Zack. Zack đã cố gắng làm lành, và đã giúp Cody trở lại buổi thực tập với Bác sĩ Olsen trong Đề án về cặp song sinh.
Khi tham gia đề án, Zack và Cody phải ăn trái cây dẫn đến cảm ứng từ xa giữa họ: đầu tiên là qua sự cảm nhận xúc giác, sau đó là qua sự đồng cảm hay cảm xúc, và cuối cùng là qua một quá trình gọi là "kết hợp". Việc trải qua bước đầu tiên giúp cho anh em họ trở nên thân thiết hơn bằng cách cho phép họ cảm nhận được ý nghĩ và cảm giác của người kia, nhưng sau khi khám phá ra rằng "sự kết hợp" sẽ hòa nhập cả hai làm một, họ đã cố gắng trốn thoát.

## Các liên kết ngoài
- Tipton Wiki's biography of Cody Martin